# Apolonia Lapiedra
Apolonia Lapiedra (Hellín, 27 aprile 1992) è un'attrice pornografica spagnola.

## Biografia
Ha debuttato nell'industria pornografica nel 2015, dopo aver iniziato una relazione con il regista di film per adulti Ramiro Lapiedra. Ha posato su Playboy Mexico per il mese di settembre.
Nel 2019 ottiene il suo primo AVN per la miglior scena di gruppo straniera, premio ottenuto anche nel 2022.

## Riconoscimenti
- AVN Awards
  - 2019 – Best Foreign-Shot Group Sex Scene per Undercover con Alexa Tomas, Megan Rain e Emilio Ardana[4]
  - 2022 – Best International Group Sex Scene per Vibes 4 con Emily Willis, Little Caprice e Alberto Blanco[5]